# 墨西哥生态主义绿党
绿色生态党 (西班牙語： PVEM 或 PVE) 是墨西哥的一个环保主义政党。
自2006年与革命制度党是盟友关系，在地方選舉及聯邦選舉中皆有合作，並參與聯合政府。